# Осипенко, Алла Евгеньевна
А́лла Евге́ньевна Осипе́нко (16 июня 1932, Ленинград — 12 мая 2025, Санкт-Петербург) — советская артистка балета, киноактриса и балетный педагог; солистка театра оперы и балета имени С. М. Кирова (1954—1971), балетной труппы «Хореографические миниатюры» (1971—1973), Ленинградского ансамбля балета под руководством Бориса Эйфмана (1977—1982). По материнской линии — потомок художника Владимира Боровиковского, правнучка поэта и сенатора Александра Боровиковского, племянница пианиста, заслуженного деятеля искусств РСФСР Владимира Софроницкого; народная артистка РСФСР (1960).

## Биография
Танцем начала заниматься в школьном любительском кружке. 21 июня 1941 года, накануне начала войны, была зачислена в Ленинградское хореографическое училище.
Из воспоминания балерины: «Что я стану балериной, никто не думал. И я не думала! От рождения я была кривоногая… Когда в доме собирались родственники и друзья, мама садилась за рояль, а я танцевала. Гости перешептывались: „Ах, какая очаровательная Ляляша, жаль, конечно, но балериной ей не быть!“. К трём годам ноги у меня выпрямились. Но это ещё ничего не значило».
В первые дни войны была эвакуирована вместе c училищем на Урал, в город Молотов.

«В Полазне на Каме пережили первую военную зиму. Балету учились… в церкви. Голод, холод… Потом перебрались в Курью, и там уже занимались в бараках, где тоже было очень холодно: на руку, которой держались за палку, мы надевали варежку. В сильные морозы приходилось заниматься в пальто. Теперь, когда объясняешь детям, что балет — это на всю жизнь, доходит далеко не до всех. Наша же любовь к балету, взращённая в таких невероятных условиях, не может не быть искренней и всепоглощающей».
Весной 1944 года, после снятия блокады вместе с училищем вернулась в Ленинград.
В 4—5 классах — ученица Л. М. Тюнтиной.
В 1948 году Л. Якобсон поставил с её участием «Méditation» («Размышление») П. И. Чайковского (партнёр — Р.Клявин), хореографическую миниатюру, снискавшую шумный успех за пределамии ЛХУ.
Окончила училище в 1950 году — одна из последних учениц А. Я. Вагановой.
После окончания училища сразу была принята в балетную труппу Ленинградского театра оперы и балета имени С. М. Кирова.
С 1954 по 1971 — прима-балерина театра.
В 1966—1970 годах преподавала классический танец в ЛХУ имени Вагановой.
В 1971 году покинула Кировский театр.
С 1971 по 1973 — солистка балетной труппы «Хореографические миниатюры» под руководством Л. Якобсона.
С 1973 года работала в «Ленконцерте». Выступала в спектаклях Ленинградского малого театра оперы и балета.
С 1977 по 1982 — солистка Ленинградского ансамбля балета под руководством Б. Эйфмана.
Танцевала ведущие партии классического и современного репертуара в постановках советских балетмейстеров.
С конца 1980-х преподавала в ведущих балетных труппах Италии, Франции, США, Канады и России.
Создала ряд ярких образов в фильмах Александра Сокурова.
В 1987 году дала несколько уроков для руководителей хореографических коллективов на Рубинштейна, 13.
11 ноября 2012 года (дата эфира) приняла участие как член жюри в конкурсе «Большой балет» на телеканале «Культура».
Являлась президентом Международного благотворительного фонда содействия развитию танцевального искусства «Терпсихора».
Умерла 12 мая 2025 года в Санкт-Петербурге в возрасте 92 лет. Похоронена на Смоленском православном кладбище в Санкт-Петербурге.

## Отзывы
…неповторимый силуэт танцующей Осипенко вошёл в сознание как одно из художественных явлений эпохи .
Аркадий Соколов-Каминский, балетовед:
 «Осипенко — одна из наиболее значительных фигур в своём поколении исполнителей. Неординарны данные балерины: уникальна лепка тела, создающая графику поющих линий и лёгких, удлинённых пропорций. Структура же мышц, напротив, суховата, возможностей кантиленного танца лишена. Музыкальность не была её стихией: мелодия танца Осипенко возникала как бы сама по себе, складываясь из красоты совершенных поз. Склонность к экстатическим внутренним состояниям — при внешней отрешённости и непроницаемости, подчёркнутой внеэмоциональности — всё это определило исключительное своеобразие исполнительницы. Классический репертуар, за редким исключением, так и не стал Осипенко близким. <…> Закрепились в её репертуаре Одетта-Одиллия [ 1954 ]; Гамзатти [ 1953 ], событием стала Фея Сирени [ 1953 ]. <…> Сферой приложения её творческих сил стала современная хореография. Вершина творчества Осипенко — партия Хозяйки Медной горы (1957, первая исполнительница, балетм. Ю. Н. Григорович), в которой наиболее полно раскрылись масштаб личности балерины и трагедийная природа её дара».
Екатерина Максимова, балерина:
 «Её прелестные линии, её прочтение роли, её насыщенность образа, — это никогда не было ни на что похоже. И в жизни она обладала тоже такой индивидуальностью. Очень была независима, самостоятельна, всегда умела отстаивать своё мнение. Никогда ни под кого не приспосабливалась, была участницей спектаклей Якобсона, спектаклей Григоровича, — это было какое-то „новое слово“. Это было — неожиданно. Это — поражало».
Александр Сокуров, режиссёр:
 «Она актриса и человек выдающихся качеств. Существование её рядом для многих было нетерпимо. Для балетмейстеров она была, видимо, слишком умна, для коллег она была грандиозно одарена, да и личность её многим не давала покоя. Я не встречал людей её масштаба. Как среди женщин, которых я знал в жизни, я такого масштаба людей не видел, — боюсь, что и среди мужчин таких людей не было».

## О партнёрах
Творческий союз балерины с Джоном Марковским называли «дуэт века».
Алла Осипенко:
«Выдающихся танцовщиц и танцовщиков очень много, а дуэты можно сосчитать по пальцам: Люком-Шавров, Уланова-Сергеев, Дудинская-Чабукиани, Максимова-Васильев, и, как говорят, мы с Марковским. Когда мне было 14-15 лет, Якобсон на меня с Клявиным поставил дуэт „Размышление“. Мы имели огромный успех! Потом я продолжала танцевать этот номер с другими партнёрами, но никогда больше не удалось достичь такого партнёрского слияния, какое было с Клявиным. И я задумалась, как найти постоянного партнёра, близкого по духовной, по творческой отдаче. Мне повезло, что я встретила Джона Марковского.
Сейчас считается, что надо танцевать с разными партнёрами. Но мне кажется, в этом случае многое теряется в работе над образом. Мы общались с Джоном с утра до ночи, без конца говорили, репетировали — дома, на отдыхе, наши тела абсолютно друг друга ощущали. Это великое счастье. Мне очень жаль, что это ушло».

## Семья
Первый муж — художник;
Второй муж — Анатолий Нисневич (1937—2012), артист балета и педагог;
Третий муж — Геннадий Воропаев (1931—2001), актёр, заслуженный артист РСФСР;
- Сын Иван Воропаев (1962—1997), актёр и бизнесмен. Невестка — актриса Оксана Базилевич.
  - Внук — Данила Воропаев (род. 1990), актер

Четвёртый муж — Джон Марковский (род. 1944), артист балета, балетмейстер. С середины 2000-х проживает в санкт-петербургском Доме ветеранов сцены.

## Адреса вЛенинграде
- 1932—1959 — Невский проспект, 63, кв. 10[5].

## Партии

### Ленинградское хореографическое училище
- 1947 — Трио — «Музыкальный момент», на муз. Ф. Шуберта, — постановка В.Чабукиани
- 1948 — Дуэт — «Размышление» П. И. Чайковского (партнёр Р. Клявин), — пост. Л. Якобсона

### Ленинградский ГАТОБ им. С. М. Кирова
- 1950 — Маша — «Щелкунчик» П. И. Чайковского, — пост. В. Вайнонена
- 1950 — Большие лебеди — «Лебединое озеро» П. И. Чайковского, — пост. Л. Иванова—М. Петипа, редакция К. Сергеева
- 1951 — Два лебедя — «Лебединое озеро» П. И. Чайковского, — пост. Иванова—Петипа, ред. К. Сергеева
- 1951 — Фея Сирени — «Спящая красавица» П. И. Чайковского, — пост. М. Петипа, возобн. В. Пономарёва
- 1951 — Мария — «Бахчисарайский фонтан» Б. Асафьева, — пост. Р. Захарова
- 1951 — Подруга Раймонды — «Раймонда» А. Глазунова, — пост. М. Петипа, ред. К. Сергеева
- 1951 — Царица бала — «Медный всадник» Р. Глиэра, — пост. Р. Захарова
- 1951 — Pas de trois — III акт балета «Баядерка» Л. Минкуса, — пост. М. Петипа
- 1952 — Монна — «Жизель» А. Адана, — пост. Коралли—Перро—Петипа
- 1952 — Трио нимф — «Вальпургиева ночь» в опере «Фауст» Ш. Ф. Гуно, — пост. Л. Лавровского
- 1953 — Гамзатти — «Баядерка» Л. Минкуса, — пост. М. Петипа
- 1953 — Уличная танцовщица — «Дон Кихот» Л. Минкуса, — пост. Петипа—Горского
- 1953 — Фея Сирени — «Спящая красавица» П. И. Чайковского, — пост. М. Петипа, ред. К. Сергеева
- 1954 — Никия — «Баядерка» Л. Минкуса, — пост. М. Петипа
- 1954 — Одетта / Одиллия — «Лебединое озеро» П. И. Чайковского, — пост. Иванова—Петипа, ред. К. Сергеева
- 1954 — Фея Лета — «Золушка» С.Прокофьева, — пост. К. Сергеева
- 1955 — Раймонда — «Раймонда» А. Глазунова, — пост. М. Петипа, ред. К. Сергеева
- 1955 — Grand pas — «Лауренсия» А. Крейна, — пост. В. Чабукиани
- 1955 — Панночка — «Тарас Бульба» В. Соловьёва-Седого, — пост. Б. Фенстера
- 1955 — Вакханка — «Вальпургиева ночь» в опере «Фауст» Ш. Ф. Гуно, — пост. Л. Лавровского
- 1957 — Хозяйка Медной горы — «Каменный цветок» С. Прокофьева, пост. Ю. Григоровича
- 1959 — 2 партии — в хореогр. миниатюрах «Поцелуй» («Триптих на темы Родена»), на муз. К. Дебюсси (партнёр Вc. Ухов) и «Прометей», на муз. В. Цытовича (партнёр Аскольд Макаров), — «Хореографические миниатюры», — пост. Л. Якобсона
- 1959 — Его Любимая — «Берег надежды» А. Петрова, — пост. И. Бельского
- 1960 — Фригия — «Спартак» А. Хачатуряна, — пост. Л. Якобсона
- 1960 — Дездемона — «Отелло» А. Мачавариани, — пост. В. Чабукиани
- 1961 — Сари — «Тропою грома» К. Караева, — пост. К. Сергеева
- 1961 — Мехмэнэ-Бану — «Легенда о любви» А. Меликова, — Ю. Григоровича
- 1961 — Мазурка. Прелюд. Седьмой вальс — «Шопениана», на муз. Ф. Шопена, — пост. М. Фокина
- 1961 — Нина — «Маскарад» Л. Лапутина, — пост. Б. Фенстера
- 1963 — 6-й вальс — в хореогр. цикле «Новеллы любви» («Вальсы Равеля»), — пост. Л. Якобсона (партнёр И. Уксусников)
- 1965 — Девушка («Жемчужина») — «Жемчужина» Н. Симонян, — пост. К. Боярского
- 1966 — Смерть — «Человек» В. Салманова, — пост. В. Катаева
- 1967 — Злюка — «Золушка» С. Прокофьева, — пост. К. Сергеева
- 1974 — Красавица — «Блудный сын» С. Прокофьева, — пост. М. Мурдмаа, — Бенефис М. Барышникова, Ленинградский ГАТОБ им. С. М. Кирова[17]

### Другие театры
- 1966 — «Сиринкс», — хореографическая миниатюра на муз. К. Дебюсси, — пост. Г. Алексидзе — Концертное исполнение
- 1966 — Дуэт Ледяной девы и Асака — из балета «Ледяная дева», на музыку Э. Грига, балетмейстер Фёдор Лопухов, восстановление П. Гусева. Партнёр — И. Чернышёв — Гала-концерт в честь Ф. Лопухова, ЛГК им. Н. А. Римского-Корсакова
- 1968 — Клеопатра — «Антоний и Клеопатра» Э. Лазарева, — пост. И. Чернышёва — Ленинградский государственный академический Малый театр оперы и балета
- 1975 — Партия — в хореогр. композиции «Рапсодия в стиле блюз», на муз. Дж. Гершвина, — пост. Б. Аюханова — «Молодой балет Алма-Аты»
- 1975 — Партия — в хореографической миниатюре «Рондо каприччиозо», на муз. К. Сен-Санса, — пост. Б. Аюханова — «Молодой балет Алма-Аты»
- 1984 — Партия  — в хореогр. миниатюре «Сарабанда» И.-С. Баха, — пост. Г. Алексидзе — Концертное исполнение
- 1984 — Дуэт — «Andante sostenuto» П. Чайковского, — пост. Н. Долгушина — Концертное исполнение
- 1995 — Партия — в танц-пьесе «Вера… Надежда… Любовь… Алла»[18], — пост. Евгения Полякова — Театр имени Моссовета, 20 ноября
- 1998 — Партия — «Жизнь артиста», на муз. И. Кальмана[7], — пост. К. Ласкари, реж. А. Белинский — Санкт-Петербургский театр музыкальной комедии
- 1998 — Она — в балете-пантомиме «…но облака…», по пьесе С. Беккета[18], — пост. Алексея Кононова, реж. Роман Виктюк — Вечер к 45-летию творческой деятельности, на сцене БДТ, 6 января
- 2001 — Мод — в балете-феерии «Гарольд и Мод», по роману К. Хиггинса, — пост. Алексея Кононова — Театральное агентство «Театр Дом»

### Ленинградский ансамбль «Хореографические миниатюры», постановкиЛ. Якобсона
- 1971 — Партия — «Полёт Тальони», на муз. В.-А. Моцарта
- 1971 — Партия — «Минотавр и нимфа», на муз. А. Берга
- 1971 — Партия — «Жар-птица», на муз. И. Стравинского
- 1972 — «Лебедь», — хореографическая миниатюра на муз. К. Сен-Санса
- 1972 — Адажио. Дуэт. Танго — «Экзерсис-XX», на муз. И.-С. Баха
- 1972 — Солистка — «Блестящий дивертисмент» М. Глинки (на темы из оперы Беллини «Сомнамбула»)

### «Ленконцерт»
- 1974 — Дуэт Джульетты и Ромео — «Ромео и Джульетта» С. Прокофьева, — пост. М. Мурдмаа
- 1974 — Pas de deux, на муз. А. Адана, — пост. Дж. Марковского
- 1974 — Pas de deux — «Талисман» Р. Дриго, — пост. М. Петипа, возобн. Л. Тюнтиной
- 1975 — Клеопатра — одноактная композиция «Антоний и Клеопатра» Э. Лазарева, — пост. И. Чернышёва

### Ленинградский ансамбль балета («Новый балет»)
- 1977 — Ночная красавица — «Под покровом ночи» («Чудесный мандарин[нем.]») Б. Бартока, — пост. М. Мурдмаа
- 1977 — Песня — «Прерванная песня», на муз. И. Калныньша, — пост. Б. Эйфмана
- 1977 — Партия — «Двухголосие», на муз. из репертуара «Пинк Флойд», пост. Б. Эйфмана
- 1978 — Жар-птица — Жар-птица" И. Стравинского, — пост. Б. Эйфмана
- 1980 — Настасья Филипповна — «Идиот», на муз. П. И. Чайковского, — пост. Б. Эйфмана
- 1981 — Партия  — в композиции «Автографы», на муз. Л.Бетховена (партнёр Марис Лиепа), — пост. Б. Эйфмана

## Фильмография
- 21 июня 1950 — Передача № 91 Ленинградского телевидения, реж. Т. Стеркин, «Концерт молодых исполнителей» — первое появление на экране «выпускницы художественного ВУЗа Ленинграда»[19]
- 1960 — Хореографические миниатюры (спектакль Театра им. Кирова, сочинение Л. Якобсона, «Ленфильм») — «Размышление» на музыку П. И. Чайковского, партнёр — Анатолий Нисневич
- 1964 — Секрет успеха (фильм-балет, «Мосфильм») — «Лебедь» К. Сен-Санса, балетм. М. Фокин, редакция Л. Лавровского
- 1966 — Ленинградский балет (документальный фильм)
- 1969 — Сказ о холопе Никишке (фильм-балет на музыку Марата Камилова, балетмейстер Кирилл Ласкари, «Ленинградское телевидение») — Птица (адажио с Никишкой, — М. Барышниковым)
- 1971 — Балет в миниатюрах (фильм-концерт Ленинградской студии телевидения) — «Сиринкс», на муз. К. Дебюсси, пост. Г. Алексидзе
- 1971 — Павловские музы (фильм-концерт, режиссёр П. Журавлёв, ГДР — СССР)
- 1974 — Хореографическая поэма (фильм-концерт Ленинградской студии телевидения, посвящённый творчеству А. Осипенко)
- 1974 — Тема с вариациями (документальный, реж. П. Коган и И. Шапиро, «Ленфильм»)
- 1977 — Антоний и Клеопатра (фильм-балет Ленинградской студии телевидения, композиция по трагедии Шекспира, балетмейстер И. Чернышёв, муз. Эдуарда Лазарева) — Клеопатра
- 1982 — Голос (реж. Илья Авербах) — Соседка Юлии по больничной палате
- 1983—1987 — Скорбное бесчувствие (реж. Александр Сокуров) — Ариадна
- 1985 — Зимняя вишня (реж. И. Масленников) — Свекровь Ольги
- 1985—1987 — Терпение. Труд (реж. А. Сокуров) — документальный эпизод: купание в проруби[6]
- 1986 — Ампир (реж. А. Сокуров) — Больная героиня
- 1986 — Фуэте (реж. Борис Ермолаев и Владимир Васильев) — Подруга Елены Князевой
- 1988 — Темы к размышлению (реж. К. Артюхов), — документальный, при участии Н. Макаровой и О. Виноградова
- 1988 — Филиал (реж. Евгений Марковский) — Виктория Львовна
- 1989 — Отче наш (реж. Борис Ермолаев)
- 1990 — Петербургская элегия (реж. А. Сокуров) — документальный эпизод
- 1990 — Исповедь балерины (реж. Светлана Чижова, «Ленфильм»[20]) — документальный, биографический
- 1993 — Второе дыхание (реж. Светлана Чижова) — документальный фильм о творческой судьбе А. Осипенко и В. Михайловского
- 2002 — Сеньоры и грандсеньоры (реж. Ульяна Шилкина) — Ирина Владимировна
- 2002 — Русский ковчег (реж. А. Сокуров) — Балерина
- 2007 — Луна в зените (реж. Д. Томашпольский) — Директор Музея Маяковского
- 2011 — Возмездие — Старая цыганка

#### В сборниках на CD
- 1996 — «Слава Кировского балета / The Glory of the Kirov» (© «NVC Arts», «Warner Music Vision») : сб., 91 мин.
  - «Размышление», на муз. П. И. Чайковского (1960, балетм. Л. Якобсон, партнёр — А. Нисневич)
  - «Сиринкс», на муз. К. Дебюсси (1971, балетм. Г. Алексидзе)
  - «Ледяная дева», на муз. Э. Грига (1974, хореография Ф. Лопухова, Асак — Д. Марковский)
- 1998 — «Звёзды Русского балета» (© «Студия 48 часов») : сб., 62 мин.
  - Вариация Феи Сирени из «Спящей красавицы» (1974, хореография М. Петипа)
  - «Минотавр и нимфа», на муз. А. Берга (1974, балетм. Л. Якобсон, Минотавр — Д. Марковский)
  - «Ледяная дева» (1974, хореография Ф. Лопухова)
- 1998 — «Мариинский балет / Mariinsky (Kirov) Ballet» (© Фирма «Miris», Vlad Lishbergov) : сб., 30 мин.
  - «Ледяная дева» (1974, хореография Ф. Лопухова)

## Признание и награды
- 1956 — премия имени Анны Павловой Парижской академии танца[21]
- 1957 — Заслуженная артистка РСФСР (1957).
- 1960 — Народная артистка РСФСР
- 2002 — премия «Золотой софит» («За творческое долголетие и уникальный вклад в театральную культуру Санкт-Петербурга»)
- 2005 — Царскосельская художественная премия
- С 1 ноября 2007 года по 31 января 2008 года Санкт-Петербургский государственный музей театрального и музыкального искусства провёл в Шереметевском дворце на Фонтанке выставку «Алла Осипенко. Танец как способ жизни»[22][23].

## Интересные факты
- Алла Осипенко, — предпоследняя[24] ученица Агриппины Вагановой, — никогда не была «техничной» балериной.

«У меня от природы не было хороших данных. Я, например, не могла вертеться. Всю свою балетную жизнь избегала исполнять 32 фуэте. Ноги оказались не приспособлены к этому от природы».
Но это не значит, что Осипенко не умела делать фуэте. Как и некоторые другие великие балерины (Майя Плисецкая, к примеру), она предпочитала заменить их другим элементом, — и смотрелось это не менее эффектно. Так, в «Лебедином», вместо фуэте она гениально, утверждает Валерий Михайловский, исполняла вращения по кругу — «и это было фантастически красиво». — «А в балете „Легенда о любви“ Юрий Григорович настаивал, чтобы балерины исполняли только 32 фуэте, а не что-то иное. И Осипенко их делала…».
- Валентина Матвиенко расценивала как порнографию хореографический шедевр Осипенко и Марковского «Минотавр и нимфа», поставленный Леонидом Якобсоном, — в составе комиссии горкома молодая комсомольская активистка горячо протестовала против публичного исполнения балета, инспирированного скульптурами Родена:

«Комиссия при горкоме в составе трёх женщин, одной из которых была Валентина Матвиенко, не пропустила нимфу с минотавром… Да, смутные в то время были представления о порнографии у феминисток комсомольско-партийного розлива. Якобсон, по словам Аллы Евгеньевны, вышел из себя и кричал на них: „Да кто вы такие, чтобы запрещать! Что вы понимаете!“. Ошарашенные „культурологи“ того времени возмутились, как он разговаривает с женщинами. „Вы для меня не женщины“, — ответил им балетмейстер. И пришлось артистам идти на приём <…> к председателю горисполкома А. А. Сизову, строителю по профессии….»
Произошло чудо: номинальный руководитель города — разрешил исполнение.
- В фильме И. Ф. Масленникова «Зимняя вишня» (1985) А. Осипенко играет актрису, мать бывшего мужа главной героини Ольги (Елена Сафонова).